# Arrhinopsis longicornis
Arrhinopsis longicornis is een vlokreeftensoort uit de familie van de Oedicerotidae. De wetenschappelijke naam van de soort is voor het eerst geldig gepubliceerd in 1911 door Stappers.